# Ophion flavopictus
Ophion flavopictus là một loài tò vò trong họ Ichneumonidae.